# Abba (musikalbum)
Abba (av musikgruppen skrivet ABBA) var den svenska popgruppen Abbas tredje studioalbum, utgivet den 21 april 1975. Albumet, som innebar början på gruppens stora internationella framgång, är en blandning av olika musikstilar och traditioner; folkrock, wall-of-sound, glamrock, och symfoniska inslag. 
Albumet tillägnas en egen artikel i boken Tusen svenska klassiker (2009).

## Historik
Albumet producerades av gruppmedlemmarna Benny Andersson och Björn Ulvaeus. De skrev även samtliga låtar, merparten tillsammans med deras manager Stikkan Anderson. 
Efter framgången med "Waterloo", som vann Eurovision Song Contest den 6 april 1974 och därefter blev etta på singellistan i bl.a. Storbritannien, dröjde det ett och ett halvt år till nästa framgång för gruppen, då de fick en hit med "SOS". Låten låg som bäst på sjätte plats på den brittiska listan, och på femtonde plats i USA. En version med svensk text gjordes till Agnetha Fältskogs soloalbum "Elva kvinnor i ett hus". Före "SOS" hade gruppen släppt en rad singlar som inte nådde någon större framgång på hitlistorna i Storbritannien och USA, men som klättrade på listor i andra länder; "Honey, Honey" (2:a i Västtyskland), "So Long" (3:a i Österrike) och "I Do, I Do, I Do, I Do, I Do" (1:a i Australien och Nya Zeeland). De två förstnämnda singlarna klättrade på listorna i samband med gruppens första Europaturné 1974-75. Efter "SOS" släpptes singeln "Mamma Mia" som lyckades klättra till förstaplatsen i Storbritannien, vilket stärkte gruppens status där. 
Samtidigt som gruppen började få internationell framgång arbetade Anni-Frid Lyngstad och Agnetha Fältskog även med sina respektive soloalbum och Andersson och Ulvaeus producerade andra artisters inspelningar, däribland Ted Gärdestad och Hootenanny Singers. Därtill skulle gruppen göra promotion för sina egna singlar, med besök runtom i Europa och Nordamerika. När de inte hann med att besöka alla platser de önskade, valde de att spela in promotionvideor där gruppen framför sina nya låtar, en slags tidig musikvideo. Det var när videorna till "Mamma Mia", "SOS" och "I Do, I Do, I Do, I Do, I Do" visades i Australien som singlarna började klättra på försäljningslistan där. 
De äldsta inspelningarna på albumet är "SOS", "Man in the Middle" och "So Long", vilka alla påbörjades i augusti 1974. Den sista melodin att spelas in till albumet var "Mamma Mia" våren 1975. På albumet finns även "Bang-A-Boomerang", som även spelades in av duon Svenne & Lotta på både svenska och engelska. Med den svenska texten tävlade de i Melodifestivalen 1975. Bidraget slutade på tredje plats. 
Bland de inspelningar som slutligen inte togs med på albumet kan nämnas "Crazy World", som gavs ut som B-sida på singelskivan med "Money, Money, Money" 1976 och "Rikky Rock'n Roller", som gruppen istället gav till Jerry Williams, som spelade in den och gav ut på sitt album Kick Down.  
Under inspelningen av det helt instrumentala musikstycket "Intermezzo No.1" gick den initialt under arbetsnamnet "Bach-låten", som en referens till en av Benny Anderssons favoritkompositörer; Johann Sebastian Bach.

## Albumomslaget
Omslagsfotografiet visar de fyra gruppmedlemmarna sittande i baksätet på en bil, drickande champagne. Bilen är en Rolls-Royce Silver Wraith från 1947, som ursprungligen ägdes av industrimannen Torsten Kreuger. Ägaren vid fototillfället agerar chaufför och syns till hälften i fotografiet. Enligt fotograf Ola Lager togs fotografiet på Tyrgatan i närheten av Polar Musics huvudkontor på Baldersgatan i Stockholm.
Fotografiet på baksidan är taget i receptionen på Castle hotel på Riddargatan på Östermalm. 

## Låtlista
Sida ett
1. "Mamma Mia" (Anderson, Andersson, Ulvaeus) - 3:35
2. "Hey, Hey Helen" (Andersson, Ulvaeus) - 3:18
3. "Tropical Loveland" (Anderson, Andersson, Ulvaeus) - 3:06
4. "SOS" (Anderson, Andersson, Ulvaeus) - 3:23
5. "Man in the Middle" (Andersson, Ulvaeus) - 3:03
6. "Bang-A-Boomerang" (Anderson, Andersson, Ulvaeus) - 3:04

Sida två
1. "I Do, I Do, I Do, I Do, I Do" (Anderson, Andersson, Ulvaeus) - 3:17
2. "Rock Me" (Andersson, Ulvaeus) - 3:05
3. "Intermezzo No. 1" (Andersson, Ulvaeus) - 3:47
4. "I've Been Waiting for You" (Anderson, Andersson, Ulvaeus) - 3:41
5. "So Long" (Andersson, Ulvaeus) - 3:06

### Bonusspår på CD-utgåvan
Albumet har givits ut på CD-format i olika omgångar och vid de remastrade versionerna 1997 och 2001 innehöll skivan följande bonusspår. 
1. "Crazy World" (Andersson, Ulvaeus) – 3:48
2. "Medley: Pick a Bale of Cotton/On Top of Old Smokey/Midnight Special" (Trad.) – 4:21

## Medverkande
Abba
- Benny Andersson – synthesizer, piano, klaviatur, sång, clavinet
- Agnetha Fältskog – sång
- Anni-Frid Lyngstad – sång
- Björn Ulvaeus – gitarr, sång

Studiomusiker
- Ulf Andersson – altsaxofon, tenorsaxofon
- Ola Brunkert – trummor
- Bruno Glenmark – trumpet
- Rutger Gunnarsson – bas
- Roger Palm – trummor
- Janne Schaffer – gitarr
- Finn Sjöberg – gitarr
- Mike Watson – bas
- Lasse Wellander – gitarr

## Listplaceringar
Albumet toppade den allra första Sverigetopplistan den 14 november 1975.
| Lista (1975-1977) | Topplacering |
| ----------------- | ------------ |
| Australien        | 1            |
| Belgien           | 2            |
| Finland           | 6            |
| Italien           | 8            |
| Nederländerna     | 3            |
| Norge             | 1            |
| Nya Zeeland       | 38           |
| Rhodesia          | 1            |
| Sverige           | 1            |

### Fotnoter
1. ↑  ”ABBA Annual 1975”. Arkiverad från originalet den 23 maj 2013. https://web.archive.org/web/20130523011927/http://www.abbaannual.com/1975.htm. Läst 3 december 2010.
2. ↑  Information i Svensk mediedatabas.
3. ↑  Gradvall et al 2009, #432
4. ↑  ”Bilen där ABBA festade – nu säljs den på auktion”. Mitt i. 13 oktober 2018. Arkiverad från originalet den 13 oktober 2018. https://web.archive.org/web/20181013125931/https://mitti.se/noje/festade-saljs-auktion/. Läst 14 oktober 2019.
5. ↑  https://www.abbaplaza.com/site-en/album-photos.asp?IdAlbum=3
6. 1 2 3 4 5 6  ABBA - ABBA Arkiverad 12 december 2010 hämtat från the Wayback Machine.
7. ↑  Listplacering
8. ↑  ”Listplacering”. Arkiverad från originalet den 10 november 2012. https://web.archive.org/web/20121110073523/http://charts.org.nz/showitem.asp?interpret=ABBA&titel=ABBA&cat=a. Läst 6 januari 2011.
9. ↑  Listplacering